# Конак (село, Турция)
Конак, ранее Коча́нис («святое место»; сир. ܩܘܕܫܐܢܣ, Qudshānes, тур. Konak) — селение в Турции. Один из многих разорённых христианских центров Ближнего Востока.

## Исторические судьбы Кочаниса
Начиная с XVII века и вплоть до геноцида 1915 года это горное селение было резиденцией патриархов Ассирийской церкви Востока. Эффективно сопротивляясь иноземному гнёту, ассирийцы-несториане сподобились создать у себя теократическое правление, в чём-то подобное Черногорскому княжеству. Во времена Османской империи это было юридически  оформлено как этно-конфессиональная община (миллет), во главе с патриархом-католикосом из династии Мар-Шимун (Мар-Шимуная). В отличие от Черногории, теократия Хаккяри — где высшая церковная и светская власть долгое время тоже переходила от дяди к племяннику — так и не получила международного признания. Однако, на протяжении столетий, Патриарх-католикос пребывал не только духовным, но также и гражданским, и военным лидером своей паствы. Такое положение дел сохранялось и под властью Османской империи.
В XVIII веке Патриарх-католикос Мар-Шимун XV (1740-1780) посетил Санкт-Петербург.

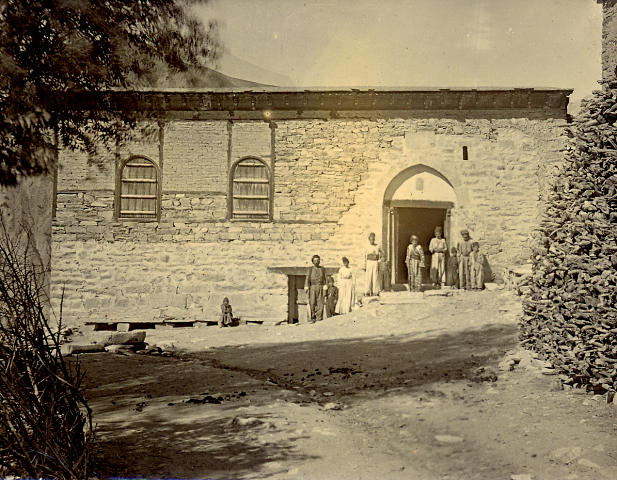
Резиденция Патриарха Мар-Шимуна, 1904 год.

В 1829 г. Кочанис посетил немецкий археолог Фридрих Шульц (1799-1829). Его статья о затерянной в горах теократической стране стала сенсацией.
В Кочанисе в 1887 году родился Беньямин Мар-Шимун, будущий католикос-патриарх Ассирийской церкви Востока в 1903—1918 гг., духовный и гражданский глава ассирийцев-несториан.

В 1906 году Кочанис посетил русский дипломат Р. И. Термен, имевший длительную конфиденциальную беседу с патриархом. 20-летний патриарх произвёл на вице-консула весьма благоприятное впечатление, и Термен спросил его «открытым текстом», чью сторону возьмут несториане в случае ожидаемого конфликта России с Турцией. Мар-Шимун ответил: 
Если Россия займёт Ван, мы сможем выставить 40-тысячную армию и завоюем для России территорию от Битлиса до Мосула. 20 тысяч солдат я смогу послать туда, где это нужней всего будет России, остальные же 20 тысяч останутся здесь для самообороны ассирийцев.
 Комментируя в официальном отчёте слова патриарха, Термен высказал глубокое личное убеждение, что реальный успех Ассирийского дела возможен лишь 
в том случае, если они будут бороться за свою полунезависимось, которую им нужно дать наподобие Хивы и Бухары.
 В тогдашнем геополитическом контексте, данное решение могло бы дать Российской империи серьёзный перевес над империей Османской.
В 1914 году, накануне Первой Мировой войны, в Кочанисе побывал британский путешественник В. Уайгрэм, вычертивший и опубликовавший подробный план Патриаршей резиденции. А сразу же после вступления Турции в Мировую войну, патриарх Беньямин Мар-Шимун выказал себя одним из самых преданных союзников Российской державы. Уже 3 августа 1914 года Мар-Шимуна вызвал к себе ванский вали Тахсим-паша. В состоявшейся беседе паша выразил надежду, что ассирийский народ сохранит нейтралитет в разгоравшемся конфликте. Однако, патриарх незамедлительно начал формировать отряды самообороны. Он же решительно пресёк попытку младотурок провести мобилизацию ассирийцев в турецкую армию.
В 1915 году Беньямин Мар-Шимун увёл свой народ из Кочаниса и Хаккяри в Иранские пределы: под защиту русского оружия - и навстречу жестокой судьбе. Патриарх не предвидел и не мог предвидеть грядущую революционную катастрофу в России, однако, когда предводимый им отряд поднялся на гребень горы, - Мар-Шимун, в предчувствии новых скитаний и мытарств, воскликнул: "Смогу ли я когда-нибудь вновь испить моей кочанисской воды?!" Услышав это, несколько бойцов бросились назад — и под курдским огнём набрали для патриарха и доставили ему воду из кочанисского родника.

Карта организованного младотурками геноцида ассирийцев.
• Центры ассирийцев до геноцида.
• Главные центры ассирийской диаспоры после геноцида.
• Места массовой резни.
Районы компактного проживания ассирийцев.

В Османской империи Кочанис входил в санджак Хаккяри провинции Ван. Патриарший кафедральный собор Мар-Шалита был разгромлен турками в 1915 году, вскоре после исхода ассирийцев, и с тех пор неуклонно разрушается. Беньямин Мар-Шимун погиб в 1918 г. от руки курдского главаря Симко; в 1920-е гг. Конак был заселён курдами, которые выстроили мост из ассирийских надгробий. В 1960 г. древний Кочанис был переименован турецкими властями в Конак. В 1996 г. - в ходе эскалации конфликта между турками и оджалановской РПК - местные курды были депортированы. Пусты и безлюдны окрестные горы...
Между тем, уцелевшие ассирийцы Кочаниса и Хаккяри в большом числе переселились из Ирана в Ирак, перешедший после Первой мировой войны под британский протекторат. Но вскоре непрерывные насилия со стороны местных курдов и арабов вынудили их уйти в состоявшую под французским протекторатом Сирию, в округ Аль-Хасака, и расселиться на берегах реки Хабур. В настоящее время там расположены 35 ассирийских сёл. Село Телль-Хафьян заселено почти исключительно бывшими кочанисцами. А местная церковь названа Мар-Шалита.